# Simca 1100
El  Simca 1100  va ser un automòbil comercialitzat des de 1967 fins a 1982 (les seves variants comercials fins a 1986) per la divisió Simca de Chrysler Europe. Va ser reemplaçat pel Talbot Horizon. Es va conèixer com a Simca 1200 a Espanya, on va ser nomenat Cotxe de l'Any el 1975. A la resta d'Europa va ser anomenat Simca 1100, i alguns models venuts al Regne Unit i als Estats Units van ser anomenats Simca 1204.

## Projecte
El 1100 va ser el resultat del "Projecte 928", iniciat el 1962 i finalitzat pels enginyers Philippe Grundeler i Charles Scales. El disseny va ser concebut mitjançant una investigació de mercat realitzada per Simca a principis de la dècada de 1960, que va mostrar la creixent popularitat dels vehicles de tracció davantera, ja que proporcionaven una millor utilització de l'espai i una major comoditat en els vehicles petits. A la primavera de 1962, Simca es va plantejar l'objectiu de llançar el 1966-67 una nova gamma de vehicles de tracció davantera que inclouria berlines, familiars i vehicles comercials, de manera que tots ells es mantinguessin dins de la categoria fiscal francesa de 6CV, situant-se aquesta gamma entre el Simca 1000 (5 CV) i el Simca 1300 (7 CV). Es van provar configuracions de motor transversals i longitudinals, i el 1963 es va aprovar la configuració de motor transversal.
El 1963, Chrysler va prendre el control de Simca, s'aprova el projecte el 1964 amb l'objectiu d'entrar en producció a l'estiu de 1967. El projecte inclouria el desenvolupament d'una nova transmissió i l'ús d'una versió major del motor del Simca 1000, incrementat fins als 1118 cc (el Simca 1000 emprava un motor de 944 cc, i el 1500 un motor d'1,5 l).

## Presentació
Es va presentar en primer lloc a Sardenya i al Saló de l'Automòbil de París de 1967. El 1100 tenia un disseny modern de dos volums, amb seient del darrere abatible (deixant una superfície de càrrega totalment plana), frens de disc davanters (de doble pistó, quelcom increïble en un cotxe del seu segment, encara fins molts anys després), direcció de cremallera, suspensió independent en els dos trens que emprava les barres de torsió (les davanteres longitudinals i les posteriors transversals) d'estil Chrysler (encara que la mateixa Chrysler només les feia servir en suspensions davanteres) i un gran nombre de controls. Eren possibles diferents configuracions, amb transmissió manual, automàtica i semiautomàtica. El motor estava inclinat cap enrere per permetre un capot davanter més baix. Motor, caixa de canvis i suspensió es muntaven sobre un subxassís, de manera que el xassís principal no patís massa. Se sap que Volkswagen va estudiar a fons el Simca 1100 al dissenyar el Volkswagen Golf, després de dècades fabricant únicament vehicles de tracció i motor del darrere.
El 1100 va ser (juntament amb l'Autobianchi Primula, els Renault 3 i 4 i el Renault 16) un dels primers dissenys de dos volums, amb seients abatibles i amb variants de tres o cinc portes. Des de l'inici també es va introduir una versió Break (familiar), juntament amb diferents nivells d'equipament, formant ja des del principi una gamma molt completa i variada.

## Especificacions

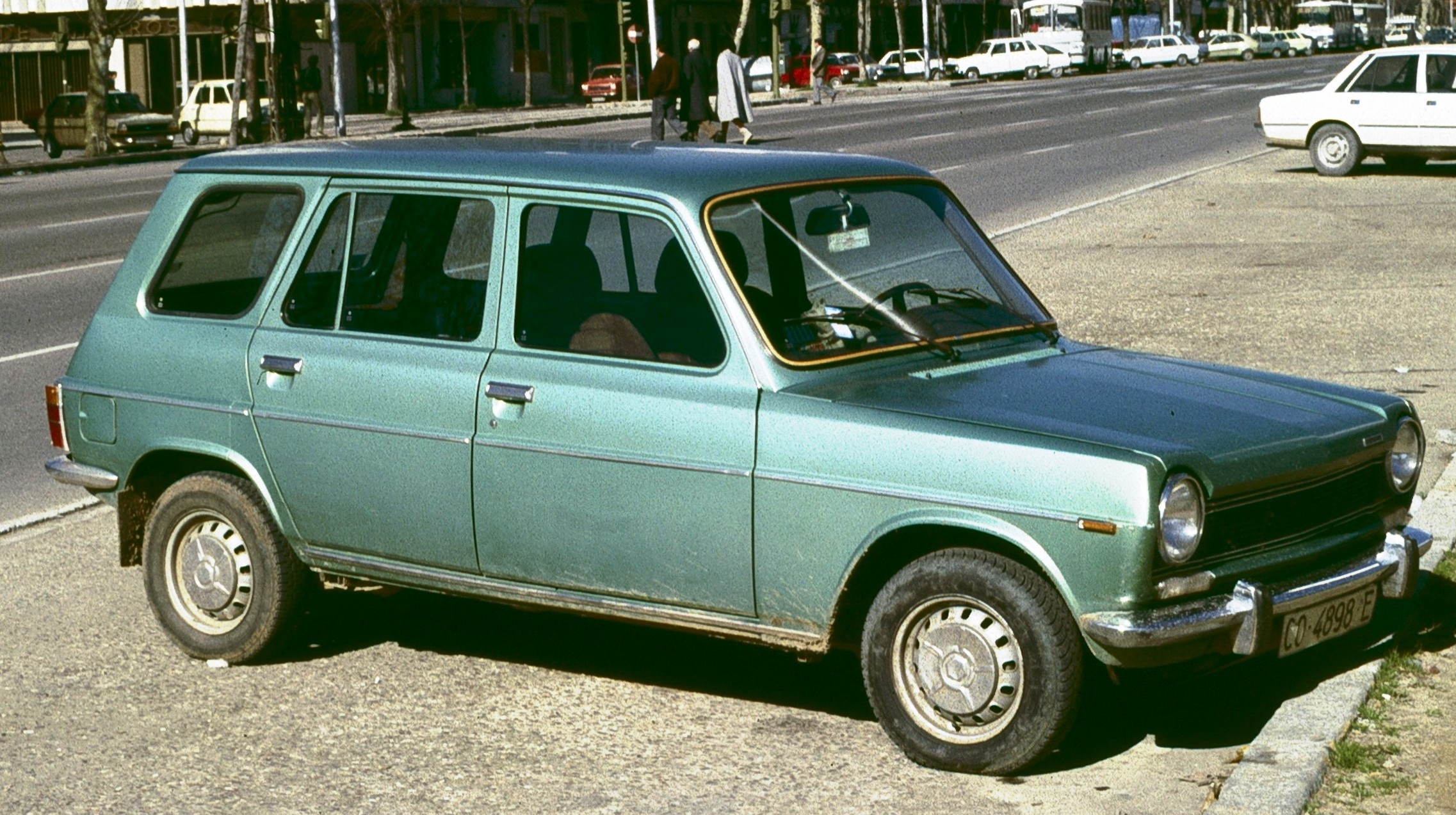
Simca 1200 GLS Break fabricat a Espanya.

El 1100 va ser equipat amb un motor de gasolina Simca tipus 315, amb variants de 944, 1118, 1204, 1294, i 1442 cc, depenent de l'any i mercat. El motor de 1118 cc va ser augmentat fins als 1,2 litres el 1969 per donar vida al "Simca 1204". Amb aquest nom es va vendre en el mercat britànic, així com en petites quantitats als Estats Units.
El 1100 tenia una caixa del canvi de quatre marxes sincronitzades i espai per a cinc persones. També existia una caixa de canvis semiautomàtica de tres velocitats que exigia canvi manual però comptava amb un embragatge activat elèctricament. La configuració de la transmissió del 1100, inspirada en la de l'Autobianchi Primula del 1964, va ser revolucionària en ser transversal i axial amb el motor, encunyant la disposició "motor de banda, transmissió a l'altre", copiada en la major part dels vehicles de tracció davantera fabricats al món des de llavors. A França, el 1100 va tenir molt èxit aconseguint l'estat de supervendes, però era menys competitiu per a la seva exportació a mercats no europeus.

## Vehicles derivats
Diverses carrosseries de vehicle comercial lleuger (furgonetes i pick-up) es van denominar "Simca VF" (VF per Voiture Fourgonette), venent des de 1968 fins a 1986, quatre anys després que el 1100 ja no fos comercialitzat. Aquests models van encunyar el nom Dodge el 1976 per al Regne Unit segons la política de noms de Chrysler Europa. Els vehicles comercials van ser els VF1, VF2, VF3 i pick-up. El VF1 era la versió familiar de 3 portes amb les finestres laterals cegues i 2 places. El VF2 muntava una caixa darrere quadrada i alta (semblant a la de les Renault 4F, encara que més gran). La VF3 posseïa una caixa més alta (estèticament es veia una mica desproporcionat). Per fer un símil, seria el que la F6 a les Renault 4F. O la versió pick-up, com el seu propi nom indica. Van muntar tota la seva vida el motor de 1.118 cc, amb lleugers canvis de potència. La denominació "VF", va començar a ser utilitzada l'any 1973, amb l'aparició del VF2. Fins llavors, el que l'any 1974 seria el VF1, era denominat simplement "Commerciale". El pick-up apareixeria el 1975, així com el VF3 dos anys més tard.
Per a la gamma 1974 (des de setembre del 1973) va aparèixer la versió TI amb el motor de 1294 cc de la 2a versió del Special, muntant 2 carburadors dobles (d'aquí el seu nom, TI, per Twin Induction), igual que la 1a versió del Special (encara que aquesta amb el motor de 1204 cc). Per a la gamma 1975 (des de setembre 1974) es van realitzar alguns canvis estètics exteriors (pilots del darrere, graella frontal, manetes de les portes i interiors i quadre de comandament completament nou).
Així mateix, basat en el bastidor del 1100, la companyia d'enginyeria Matra va crear un derivat tot camí anomenat Matra Rancho.

## Producció
El 1968, la producció va ascendir a 138.242 vehicles, aconseguint el seu màxim el 1973, en què gairebé 300.000 vehicles van sortir de les plantes de producció. No obstant això, la producció va caure ràpidament el 1977, any en què es van produir 142.000 Simca 1100; l'any següent només es va produir la meitat de vehicles (72.695), i la producció va baixar per sota dels 20.000 el 1981, tot i que es va mantenir fins 1985.
Els Simca 1100 es van produir en diferents llocs; a Suècia, la producció local es realitzava per Phillipsons a les mateixes cadenes de producció que fabricaven vehicles Mercedes-Benz. També a Madrid (Espanya) a la fàbrica de Villaverde anteriorment propietat de Barreiros Diesel. Curiosament, els 1100 de fabricació espanyola van ser venuts com Simca 1200 i la versió TI muntava un motor de 1442 cc i 85 CV (DIN).
Es van produir un total de 2.188.737 vehicles Simca 1100. El reemplaçament del 1100 (projecte C2) es convertiria en el Simca Horizon (posteriorment Talbot Horizon, quan Peugeot es va fer amb Chrysler Europa), i seria un èxit als Estats Units, on es va vendre com Dodge Omni i Plymouth Horizon.

## Motors
El Simca 1100 va equipar la següent gamma de motors:
- 944 cc - 45/47/48; CV
- 1118 cc - 50/53/54/56/58/60; CV
- 1204 cc - 59/75 &; CV
- 1294 cc - 75/82; CV